# Canton de Vézins-de-Lévézou
Le canton de Vezins-de-Lévézou est une ancienne division administrative française située dans le département de l'Aveyron et la région Midi-Pyrénées.

## Géographie
Ce canton était organisé autour de Vezins-de-Lévézou dans l'arrondissement de Millau. Son altitude variait de 506 m (Saint-Léons) à 1 155 m (Vezins-de-Lévézou) pour une altitude moyenne de 820 m.

## Histoire

### Conseillers généraux de 1833 à 2015
| Période                                  | Période           | Identité                                      | Étiquette           | Qualité |
| ---------------------------------------- | ----------------- | --------------------------------------------- | ------------------- | --- |
| 1833                                     | 1848              | voir Sévérac-le-Château                       |                     | |
| 1848                                     | 1873 (décès)      | Raymond Rous de Madinhac                      |                     | Notaire - Maire de Ségur (1847-1870 et 1871-1873)                                                                              |
| 1873                                     | 1883              | Comte Élie de Lévézou de Vézins               | Droite              | Maire de Vézins (1873-1877) |
| 1883                                     | 1889              | Antoine Mas                                   | Gauche républicaine | Médecin à Millau Député (1876-1885) Maire de Recoules (1863-1870 et 1878-1896)                                                 |
| 1889                                     | 1895              | Sully Chaliès                                 | Rad.                | Avocat Maire de Millau (1888-1894 et 1900-1904)                                                                                |
| 1895                                     | 1901              | Laurent Pailhas                               | Républicain         | Avoué à Millau |
| 1901                                     | 1919              | Auguste Vernhet                               | Rad.                | Maire de Ségur (1891-1904 et 1912-1919)                                                                                        |
| 1919                                     | 1932 (décès)      | Comte Renaud de Lévézou de Vezins (1882-1932) |                     | Artiste peintre Maire de Vézins (1919-1932)                                                                                    |
| 1933                                     | 1934 (annulation) | Octave Albert Daniel Verdier                  |                     | Docteur-vétérinaire à Millau                                                                                                   |
| 1934                                     | 1940              | Amans Sigaud                                  | RG                  | Maire de Ségur (1935-1945), conseiller d'arrondissement                                                                        |
|                                          |                   |                                               |                     | |
| 1945                                     | 1947 (démission)  | Armand Tournemire                             | Rad.                | Agriculteur à Ségur |
| 1947                                     | 1961 (décès)      | Marin Fabre (1909-1961)                       | MRP                 | Agriculteur Maire de Vézins (1945-1961)                                                                                        |
| 17 septembre 1961                        | 1998              | Jean Monteillet                               | CD puis UDF         | Conseiller municipal puis maire (1989-1995) de Vézins                                                                          |
| 1998                                     | 2004              | Claude Seillier                               | UDF puis MPF        | Ancien officier de l'armée de l'air                                                                                            |
| 2004                                     | 2015              | Arnaud Viala                                  | UMP puis LR         | Conseiller au rectorat de Toulouse Maire de Vézins-de-Lévézou (2008-2017) Vice-président du Conseil général Député (2015-2021) |
| Les données manquantes sont à compléter. |                   |                                               |                     | |

### Résultats électoraux détaillés
- Élections cantonales de 2004 : Arnaud Viala (Divers droite) est élu au second tour avec 51,03 % des suffrages exprimés, devant Daniel Delmas (Divers gauche) (48,97 %). Le taux de participation est de 85,67 % (1 273 votants sur 1 486 inscrits)[5].
- Élections cantonales de 2011 : Arnaud Viala (Divers droite) est élu au premier tour avec 67,82 % des suffrages exprimés, devant Olivier Monteillet (Divers droite) (24,25 %) et Georges Gaubert (PCF) (3,17 %). Le taux de participation est de 61,69 % (5 885 votants sur 9 540 inscrits)[6].

### Conseillers d'arrondissement (de 1833 à 1940)
| Période                                  | Période      | Identité                           | Étiquette    | Qualité |
| ---------------------------------------- | ------------ | ---------------------------------- | ------------ | --- |
| 1833                                     | 1842         | Étienne Guillaume Fabre            |              | Géomètre, Les Crouzets, à Saint-Léons                                                                       |
| 1842                                     | 1848         | Pierre-Henri-Antoine Olier         |              | Juge de paix à Vézins                                                                                       |
| 1848                                     | 1852         | Émile Fabry                        |              | Propriétaire à Millau                                                                                       |
| 1852                                     | 1861         | Pierre-Henri-Antoine Olier         |              | Juge de paix à Vézins                                                                                       |
| 1861                                     | 1871         | Philippe Champagneur               |              | Maire de Vézins (1843-1869), juge de paix                                                                   |
| 1871                                     | 1886         | Marin Beaumelou                    |              | Maire de Vézins de 1877 à 1884, Président du Conseil d'arrondissement                                       |
| 1886                                     | 1901 (décès) | Pierre-Antoine Vergely (1829-1901) |              | Propriétaire à La Fabrègue, Vézins                                                                          |
| 1901                                     | 1904         | Célestin Maury (1843-1931)         |              | Maire de Vézins de 1894 à 1904                                                                              |
| 1904                                     | 1910         | Auguste Vézinhet                   | RG           | Propriétaire, maire de Saint-Léons                                                                          |
| 1910                                     | 1919         | Fortuné Puel                       |              | Propriétaire agriculteur à Destels, Vézins                                                                  |
| 1919                                     | 1928         | Armand Comayras (1881-1946)        | Conservateur | Propriétaire à Poulentines, Ségur                                                                           |
| 1928                                     | 1934         | Amans Sigaud                       | Républicain  | Propriétaire à Ségur                                                                                        |
| 1934                                     | 1940         | Armand Comayras                    | Conservateur | Propriétaire à Poulentines, Ségur                                                                           |
| 1940                                     |              |                                    |              | Les conseils d'arrondissement ont été suspendus par la loi du 12 octobre 1940 et n'ont jamais été réactivés |
| Les données manquantes sont à compléter. |              |                                    |              | |

## Composition
Le canton de Vézins-de-Lévézou, d'une superficie de 202 km2, était composé de quatre communes. À la suite du redécoupage cantonal, ces quatre communes rejoignent le nouveau canton de Raspes et Lévézou.
| Nom                           | Code Insee | Intercommunalité       | Superficie (km2) | Population (dernière pop. légale) | Densité (hab./km2) |
| ----------------------------- | ---------- | ---------------------- | ---------------- | --------------------------------- | ------------------ |
| Vézins-de-Lévézou (chef-lieu) | 12294      | CC de Lévézou Pareloup | 78,96            | 643 (2006)                        | 8,1                |
| Saint-Laurent-de-Lévézou      | 12236      | CC de Lévézou Pareloup | 23,33            | 158 (2014)                        | 6,8                |
| Saint-Léons                   | 12238      | CC de Lévézou Pareloup | 32,89            | 388 (2014)                        | 12                 |
| Ségur                         | 12266      | CC de Lévézou Pareloup | 67,05            | 590 (2014)                        | 8,8                |

## Démographie

### Évolution démographique
| 1962  | 1968  | 1975  | 1982  | 1990  | 1999  | 2006  | 2011  | 2012  |
| ----- | ----- | ----- | ----- | ----- | ----- | ----- | ----- | ----- |
| 2 604 | 2 389 | 2 154 | 2 012 | 1 773 | 1 710 | 1 730 | 1 753 | 1 757 |

### Âge de la population
La pyramide des âges, à savoir la répartition par sexe et âge de la population, du canton de Vézins-de-Lévézou en 2009 ainsi que, comparativement, celle du département de l'Aveyron la même année sont représentées avec les graphiques ci-dessous.
La population du canton comporte 51,5 % d'hommes et 48,5 % de femmes. Elle présente en 2009 une structure par grands groupes d'âge plus âgée que celle de la France métropolitaine. 
Il existe en effet 74 jeunes de moins de 20 ans pour cent personnes de plus de 60 ans, alors que pour la France l'indice de jeunesse, qui est égal à la division de la part des moins de 20 ans par la part des plus de 60 ans, est de 1,06. L'indice de jeunesse du canton est par contre supérieur à celui  du département (0,67) et inférieur à celui de la région (0,89).
| Hommes | Classe d’âge | Femmes |
| ------ | ------------ | ------ |
| 0,5    | 90 ans ou +  | 0,9    |
| 8,7    | 75 à 89 ans  | 12,0   |
| 17,3   | 60 à 74 ans  | 16,9   |
| 22,6   | 45 à 59 ans  | 21,4   |
| 22,2   | 30 à 44 ans  | 18,8   |
| 11,5   | 15 à 29 ans  | 13,2   |
| 17,2   | 0 à 14 ans   | 16,7   |

| Hommes | Classe d’âge | Femmes |
| ------ | ------------ | ------ |
| 0,6    | 90 ans ou +  | 1,7    |
| 10,2   | 75 à 89 ans  | 14,2   |
| 16,9   | 60 à 74 ans  | 17,5   |
| 21,6   | 45 à 59 ans  | 20,3   |
| 18,9   | 30 à 44 ans  | 17,8   |
| 15,1   | 15 à 29 ans  | 13,4   |
| 16,7   | 0 à 14 ans   | 15,1   |